# Блошка земляная восклицательная
Блошка земляная восклицательная (лат. Phyllotreta exclamationis) — вид листоедов (Chrysomelidae) из подсемейства козявок (Galerucinae). Распространён в палеарктическом регионе от Франции до Дальнего Востока, а также в Турции, Азербайджане и Ближнем Востоке.